# Antoine Boucomont
Antoine Boucomont, född den 3 november 1867 i Imphy, död den 26 juli 1936 i Cosne-Cours-sur-Loire, var en fransk entomolog specialiserad på skalbaggar.
Auktorsnamnet Boucomont kan användas för Antoine Boucomont i samband med ett vetenskapligt namn inom zoologin; se Wikipedia-artiklar som länkar till auktorsnamnet.